# ريكاردو لويس
ريكاردو لويس (بالإنجليزية: Ricardo Louis)‏ هو لاعب كرة قدم أمريكية أمريكي، ولد في 23 مارس 1994 في ميامي في الولايات المتحدة.

## وصلات خارجية
- ريكاردو لويس على موقع مرجع كرة القدم المحترفة.كوم (الإنجليزية)